# Franz Josef Strauß
Franz Josef Strauss (tiếng Đức: Franz Josef Strauß, IPA: [ˈfʁants ˈjoːzɛf ˈʃtʁaʊs]; 6 tháng 9 năm 1915 – 3 tháng 10 năm 1988) là một chính khách Đức. Ông là chủ tịch đảng CSU từ năm 1961 cho tới khi chết, bộ trưởng liên bang trong nhiều vị trí khác nhau và là thủ hiến của bang Bayern tới khi qua đời.

## Tiểu sử và học vấn 1915–1939
Franz Josef Strauß là người con thứ hai của nhà hàng thịt Franz Josef Strauß (1875–1949) và bà Walburga (1877–1962). Gia đình ông sống ở München từ năm 1904 tại đường Schellingstraße 49 vùng Maxvorstadt theo đạo công giáo và rất sùng đạo, bảo hoàng và có khuynh hướng chống lại nước Phổ, ủng hộ việc tách rời Bayern ra khỏi đế chế Đức.
Sau khi lấy bằng tú tài vào tháng 3 năm 1935 tại Maximiliansgymnasium ở München với số điểm cao nhất Bayern từ năm 1910, Strauß được học bổng của Stiftung Maximilianeum học làm giáo viên ngành cổ ngữ Âu châu và Lịch sử tại Ludwig-Maximilians-Universität München.

## Thế chiến thứ Hai
Trong thế chiến thứ Hai, từ tháng 8 năm 1939 ông phải đi lính. Tuy nhiên ông vẫn được tiếp tục thực tập khóa 1940/41 ở trường học và trở thành giáo viên. Đầu năm 1943, trong mặt trận miền Đông ông bị tê cóng chân lúc trở về, và được cho về München dạy học, đồng thời là sĩ quan chính trị. Chức vụ cao nhất của ông cho đến khi chiến tranh chấm dứt là thượng úy.

## Sự nghiệp chính trị

### Ngay sau thời chiến
Khi chiến tranh chấm dứt Strauß bị bắt, nhưng được xếp vào loại không hoạt động chính trị cho Đức Quốc xã. Sau đó ông làm việc như là thông dịch viên cho quân đội Hoa Kỳ, rồi được phong chức phó huyện trưởng huyện Schongau, bây giờ là một phần của huyện Weilheim-Schongau.
1946 ông cùng thành lập nhóm CSU huyện Schongau và được bầu làm huyện trưởng Schongau. Từ 1948 Strauß là thành viên của hội đồng kinh tế ở thành phố Frankfurt am Main, 1949 ông được Hans Ehard phong làm tổng bí thư đảng CSU.